# USS Bairoko (CVE-115)
USS Bairoko (CVE-115) – lotniskowiec eskortowy typu Commencement Bay, który służył w United States Navy. Odznaczony trzema battle star za służbę w czasie wojny koreańskiej.
Początkowo nosił nazwę Portage Bay. Przemianowany na „Bairoko” 6 czerwca 1944 roku. Zwodowany 25 stycznia 1945 roku w stoczni Todd-Pacific Shipyards w Tacoma. Wszedł do służby 16 lipca 1945 roku.
W rezerwie w okresie 14 kwietnia – 12 września 1950 roku. Brał udział w walkach wojny koreańskiej.
Po wojnie brał m.in. udział w teście Castle Bravo 1 marca 1954 roku. Szesnastu członków załogi doznało poparzeń poradiacyjnych.
Wycofany ze służby 18 lutego 1955 roku.
Zezłomowany w Hongkongu w 1961 roku.